# Edmund Retzlaff
Edmund Retzlaff (do 1961 Raclaf; ur. 7 listopada 1930 w Gdyni) – polski działacz samorządowy i partyjny, inżynier, w latach 1979–1982 prezydent Słupska.

## Życiorys
Syn Leona i Franciszki. Od 1948 należał do Związku Młodzieży Polskiej, a później do Związku Młodzieży Socjalistycznej. Z zawodu inżynier, pracował m.in. jako dyrektor Zakład Remontu Maszyn Budowlanych „ZREMB” w Lęborku i w Przedsiębiorstwo Polonijne „Pointrex”. W 1961 wstąpił do Polskiej Zjednoczonej Partii Robotniczej. Od 1979 do 1981 członek egzekutywy Komitetu Miejskiego PZPR w Słupsku, został w nim wiceprzewodniczącym Komisji Ekonomicznej. Od 2 listopada 1979 do stycznia 1982 pozostawał prezydentem Słupska. W latach 1980–1982 zajmował stanowisko prezesa Słupskiego Towarzystwa Społeczno-Kulturalnego. W 1988 kandydował do Miejskiej Rady Narodowej w Słupsku.